# Füllesztés

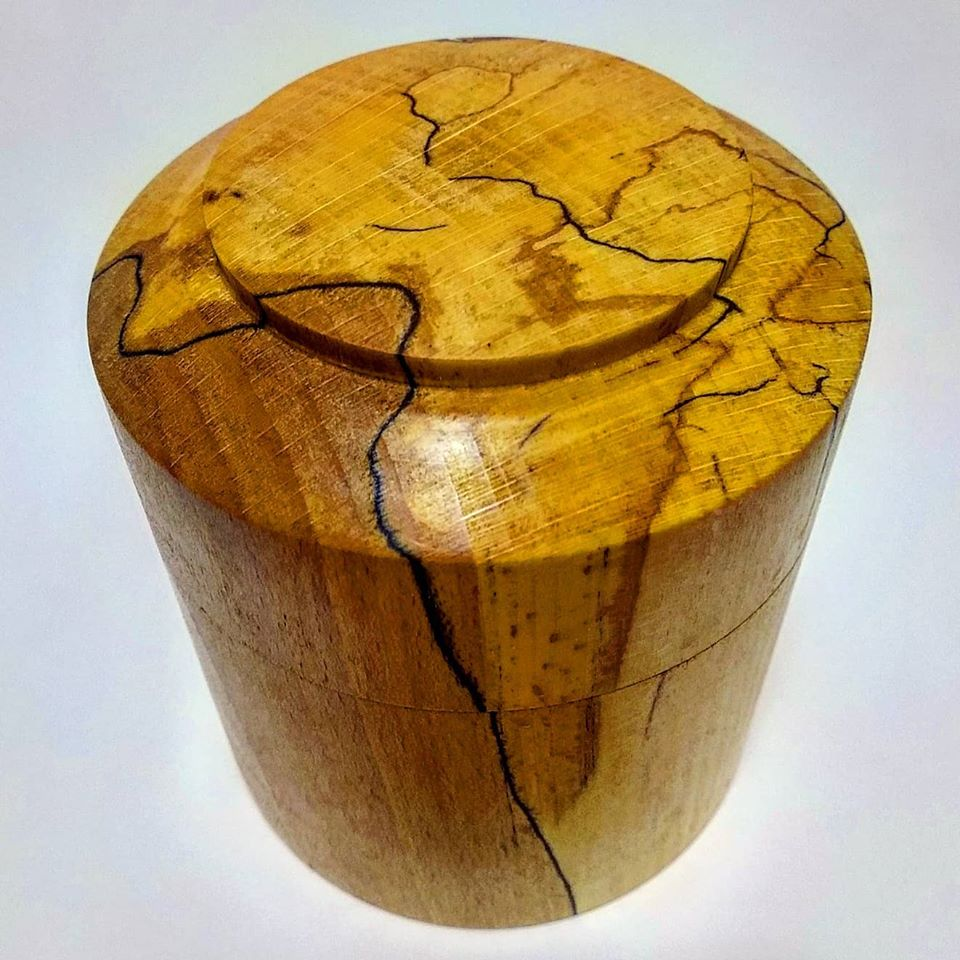
Kerek dobozka, füllesztett bükkből esztergálva

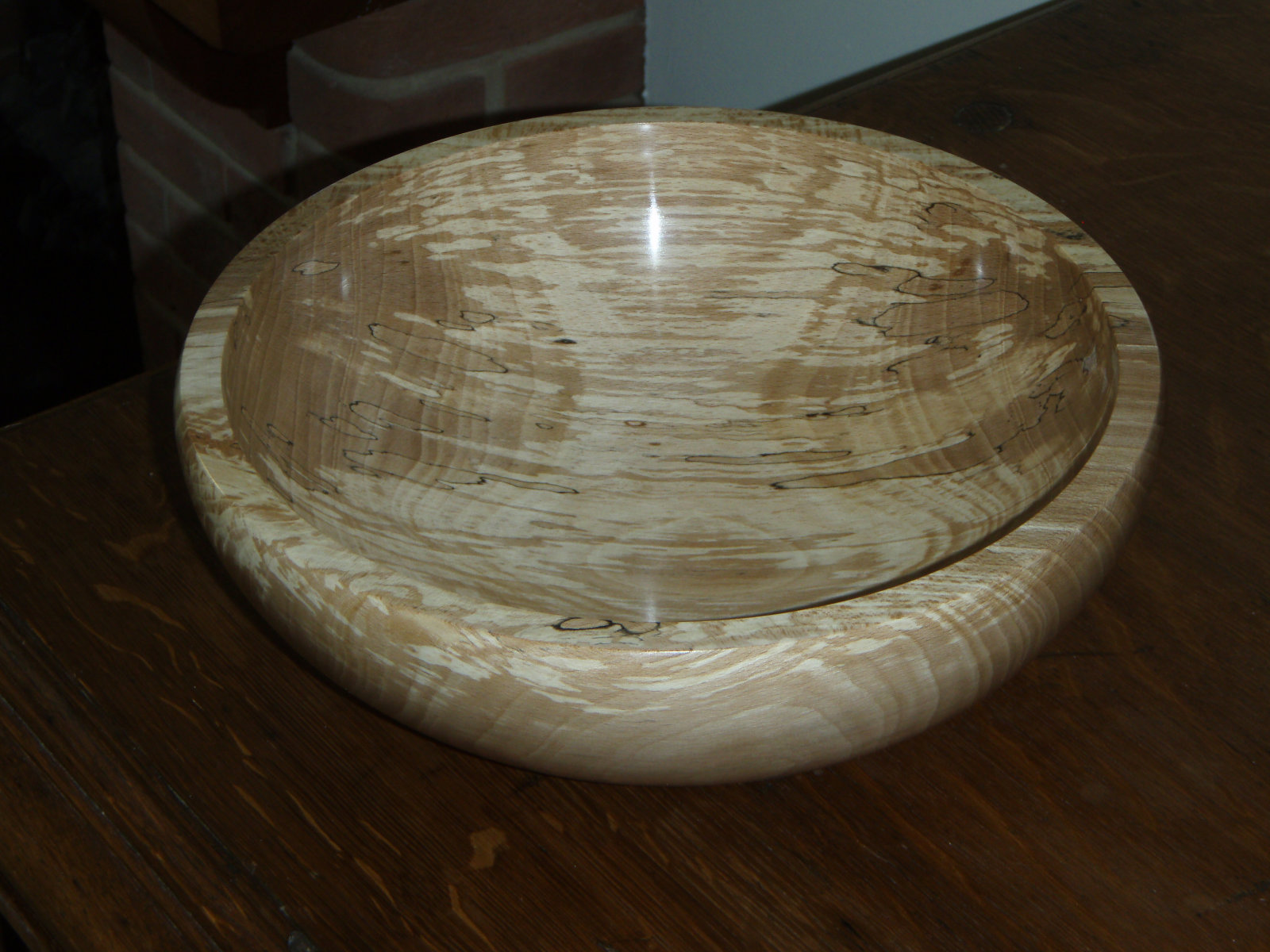
Füllesztett bükk tál

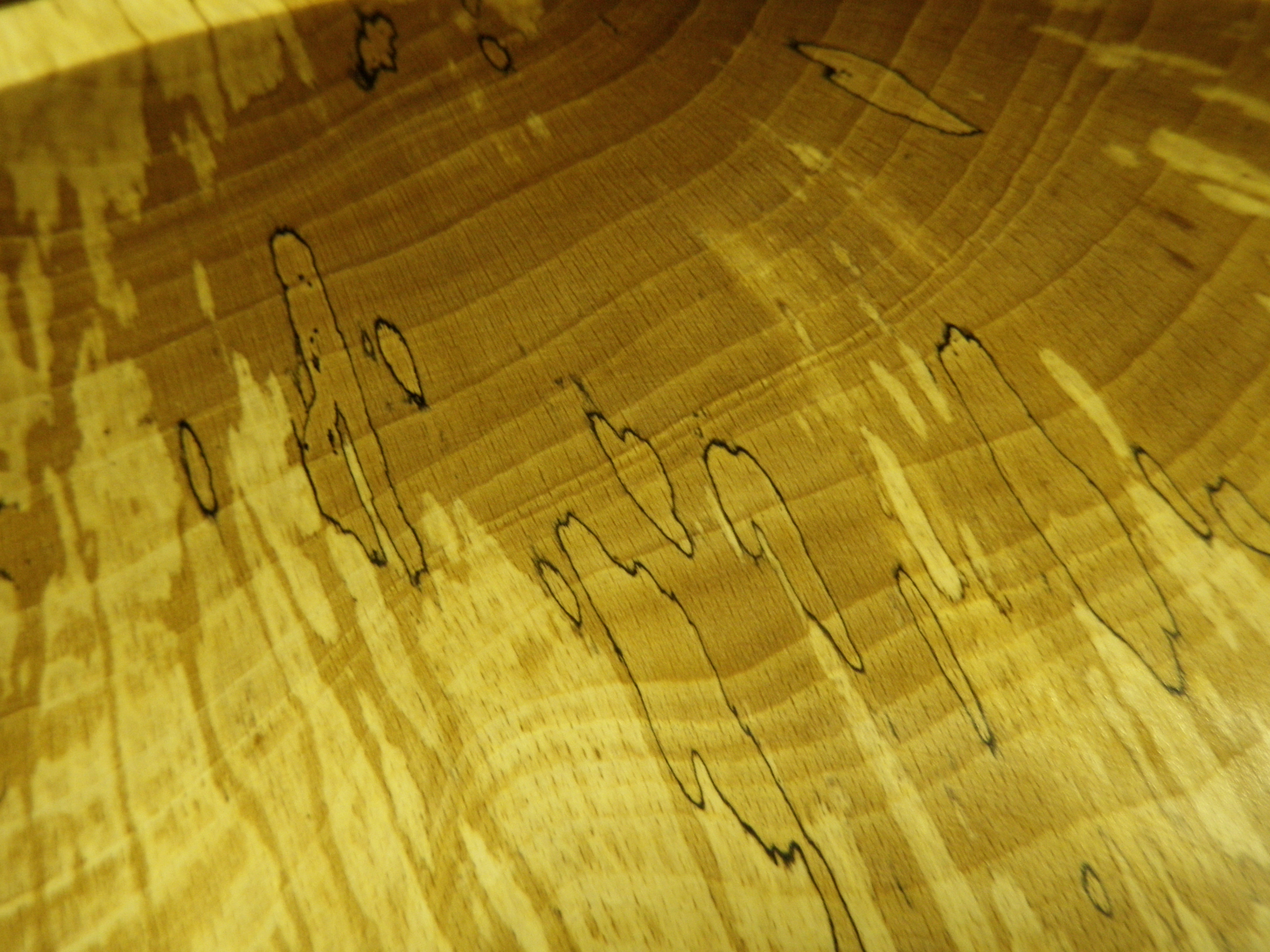
Fehér korhadás és zónavonalak

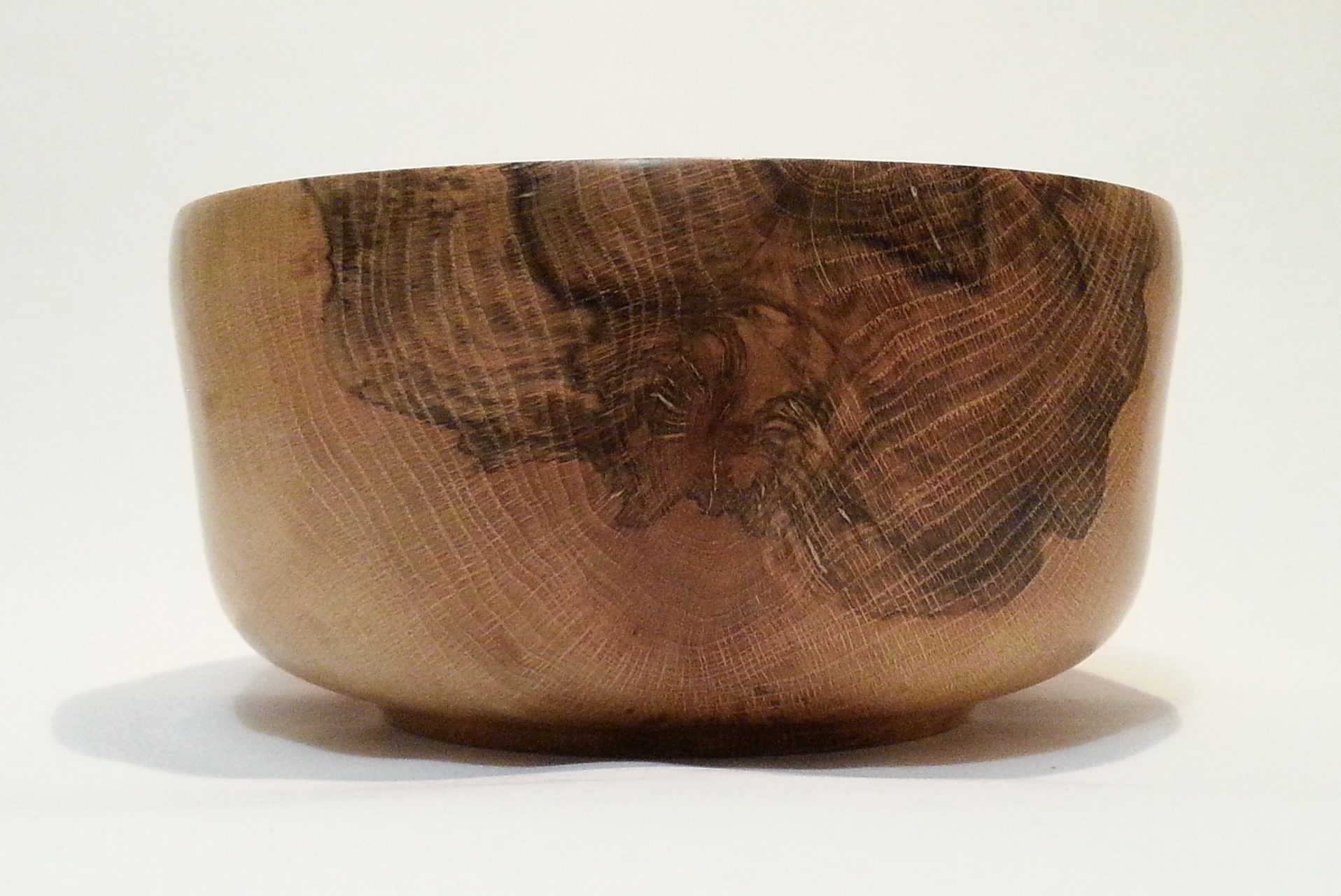
Füllesztett tölgy tál

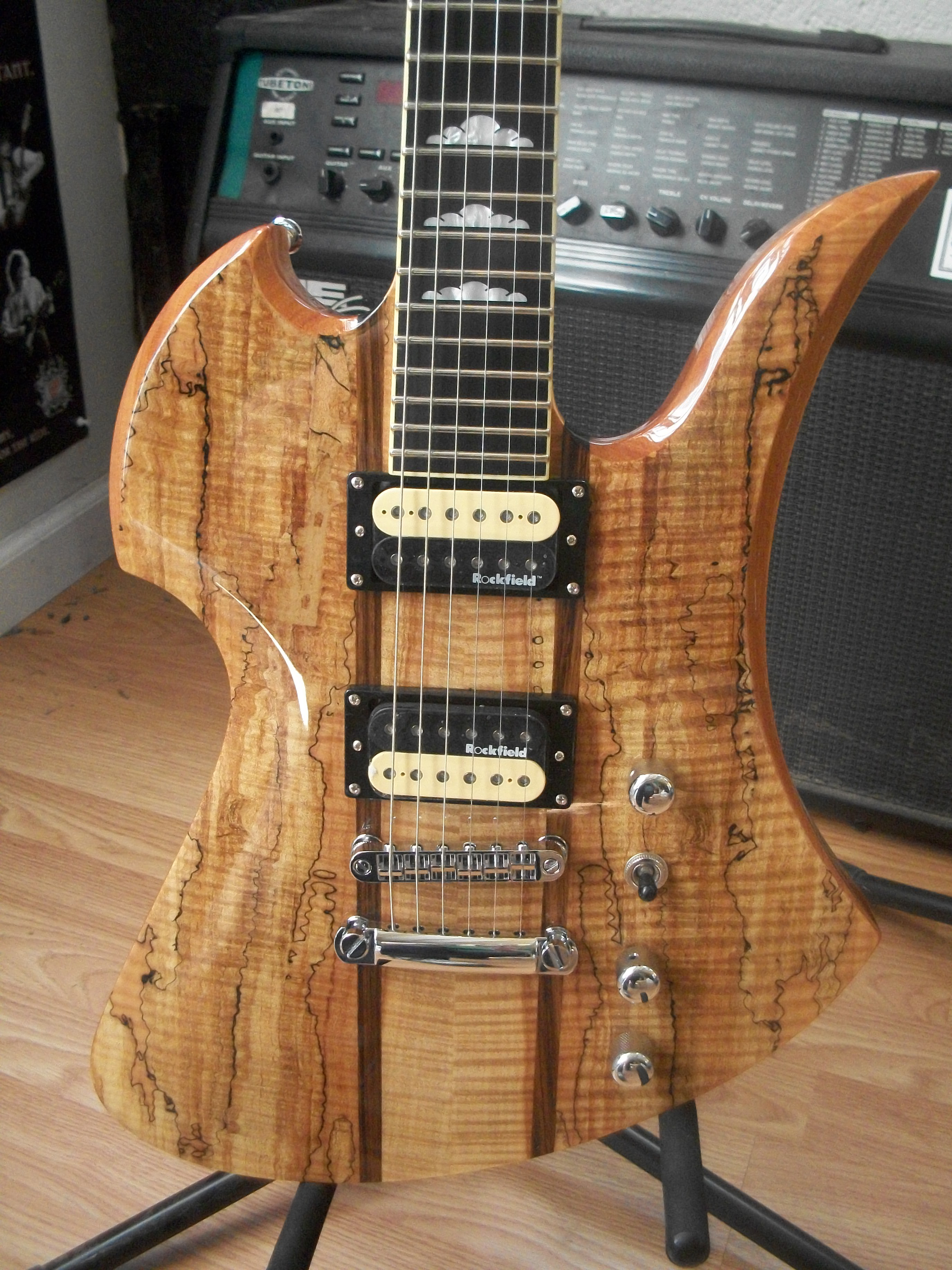
Gitár füllesztett faanyagból

A füllesztés a faanyag kezelésének egyik módja, melynek során fülledést idéznek benne elő. A befülledés a faanyag lebomlásának – korhadás, gombásodás – kezdeti fázisa. Elsősorban kidőlt, kivágott, helytelenül tárolt fákban fordul elő, azonban fülledéses mintázatok stressz alatt álló élő fákban is előfordulhatnak. A lebomlási folyamat súlyvesztést és szilárdságvesztést okoz, azonban ezek mellett az anyagban gombák okozta egyedi mintázatok és elszíneződések keletkeznek. Ez a természetes elszíneződési folyamat a faanyagokkal foglalkozó mesterségekben hasznosítható, sőt keresett, és ezért sokszor mesterségesen is előidézik.

## Típusai
A fülledéses mintázatok három fő típusra oszthatóak: pigmentáció, fehér/barna korhadás és zónavonalak. A három típus közül egyet vagy többet is találhatunk, azok különféle mértékben lehetnek jelen ugyanabban a bomlásnak induló faanyagban. Mind a lombos, mind a tűlevelű fák érintettek, viszont a zónavonalak és a fehér rothadás gyakrabban fordul elő a keményfákon, a fehér-korhasztó gombák enzimatikus különbségei miatt. A barna korhadás gyakrabban fordul elő a tűlevelűekben.

### Pigmentáció
A pigmentációs gombák leggyakoribb csoportjai a penészgombák és a tömlősgombák. A pigmentáció akkor fordul elő, amikor a gombák extracelluláris pigmentet termelnek a fa belsejében. A kékülés szintén a pigmentáció egyik formája, azonban a kékülés pigmentjei általában kötődnek a gombafonalak sejtfalaihoz. Észlelhető színváltozás akkor látszik, ha elegendő gombafonal koncentrálódik egy területre. A pigmentáló gombák is lebontják a faanyagot, azonban ennek tempója lassabb, mint a fehér-korhasztó gombáké.

### Fehér és barna korhadás
A fehér foltok és a kifakult hatás a fülledt fában a fehér-korhasztó gombáknak köszönhető. Elsősorban a keményfákon fordul elő. A fehér-korhasztó gombák a lignint dolgozzák fel, ezzel kifehérítik az adott területet, míg a barna korhadás gombái a cellulózt fogyasztják. Mindkettőnél jelentős az anyag szilárdság- és súlycsökkenése. Ha ez a lebomlás kontrollálatlan, akkor a fát használhatatlanná teszi.

### Zónavonalak
A sötét pettyeket, kanyargósan futó vörös/barna/fekete vékony csíkokat zónavonalaknak nevezzük. Ez a fajta lebomlás nem specifikus gombafajok miatt fordul elő, hanem egy interakciós zóna, amelyben a különböző gombák akadályokat állítottak fel forrásaik védelme érdekében. Ilyet egyetlen önmagát körülvevő gomba is okozhat. A vonalak gyakran kemények. A zónavonalak maguk nem károsítják a fát, a létrehozásáért felelős gombák azonban gyakran. A legkeresettebb füllesztett faanyagoknál a zónavonalakból sok van, azok hálószerűen befutják az anyagot.

## A füllesztés ideális körülményei
A faanyag természetes lebomlásánál adott feltételek megegyeznek a gombák növekedéséhez szükséges feltételekkel: nitrogén, mikro-tápanyagok, víz, hőmérséklet, oxigén és idő.
- Víz: Legalább 20%-os nedvességtartalmat kell biztosítani, hogy a gomba elszaporodása/terjedése megtörténjen.[7]
- Hőmérséklet: A gombák többsége 10 és 40 °C közötti meleg hőmérsékletet részesít előnyben, a gyors növekedéshez a legideálisabb hőtartomány 20 és 32 °C között van.[8]
- Oxigén: A gombák nem igényelnek sok oxigént, de a hiánya gátolja a növekedést. A víz alatt fekvő (pl. úsztatott) fa nem tartalmaz elegendő oxigént, és nem alakulhat ki a gombásodás.[9][10]
- Idő: A különböző gombáknak különböző idő szükséges az elszaporodáshoz. Egy kutatás azt mutatta, hogy a Trametes versicolor és a Bjerkandera adusta párosításnak nyolc hét kellett egy 4 cm élhosszúságú juharfahasáb teljes kolonizálásához. A folyamat ezután is folytatódott, de akkor már a fa szerkezeti egysége csökkent. Ugyanez a tanulmány azt is megállapította, hogy a Polyporus brumalis és a Trametes versicolor párosításnak 10 hét kellett ugyanolyan méretű hasábban való teljes elterjedésre.[11]

## A füllesztés leggyakoribb fafajtái
Az Ohio Természeti Erőforrások Tanszékén végzett kutatás szerint a világosabb keményfák a legmegfelelőbbek a füllesztéses mintázatok kialakítására, például juhar (Acer spp.), nyír (Betula spp.) és bükk (Fagus spp.).

## A leggyakoribb fabomlasztó gombák a füllesztésben
A mesterséges füllesztésben a legproblémásabb tényező az, hogy egyes gombák nem képesek egyedül a fát kolonizálni, szükségük van arra, hogy más gombák megelőzzék őket a kedvező feltételek megteremtése érdekében. Az elsődleges és másodlagos kolonizáló gombák hullámokban haladnak előre, ahol az elsődleges kolonizálók kezdetben elfoglalják az erőforrásokat, megváltoztatják a fa pH-értékét és szerkezetét, majd védekeznek – védekezniük kell – a másodlagos kolonizátorok ellen, amelyek ekkor már képesek az átalakult terület kolonizálására.
A Ceratocystis spp. (Ascomycetes) a leggyakoribb kékítő gomba. A Trametes versicolor (Basidiomycetes) az egész világon megtalálható, és a keményfák gyors és hatékony fehérkorhasztását végzi. A Xylaria polymorpha (Pers. Ex Mer.) Grev. (Ascomycetes) a fehérítéséről ismert, de egyedülálló abban a tekintetben, hogy egyike azon kevés gombáknak, amelyek zónavonalakat állítanak fel anélkül, hogy más gombák ellenkeznének.

## Fordítás
Ez a szócikk részben vagy egészben  a   Spalting című angol Wikipédia-szócikk ezen változatának fordításán alapul.  Az eredeti cikk szerkesztőit annak laptörténete sorolja fel. Ez a jelzés csupán a megfogalmazás eredetét és a szerzői jogokat jelzi, nem szolgál a cikkben szereplő információk forrásmegjelöléseként.